# Jelly Roll
Jason Bradley DeFord (Nashville, 4 de dezembro de 1984), conhecido profissionalmente como Jelly Roll, é um rapper, cantor e compositor americano. Iniciou sua carreira em 2003 e ganhou destaque no mainstream após o lançamento de seus singles “Son of a Sinner” e “Need a Favor”, em 2022.
“Son of a Sinner” ganhou três CMT Music Awards em 2023. No mesmo ano, ele ganhou o prêmio de Novo Artista no CMA Awards e foi indicado para Melhor Novo Artista no 66º Grammy Awards.

## Biografia
Jason nasceu e cresceu no bairro de Antioch, em Nashville, no Tennessee. Seu pai era vendedor de carnes e trabalhava em uma casa de apostas, enquanto sua mãe sofria de doença mental.
Desde a adolescência até os vinte anos, Jason foi preso várias vezes deviso a várias acusações e crimes, inclusive esbulho possessório e roubo. Enquanto estava preso, ele obteve seu GED aos 23 anos de idade.

## Carreira
Jelly Roll iniciou sua carreira no hip-hop depois de ser inspirado por rappers como Three 6 Mafia, UGK e 8Ball & MJG. Ele vendia mixtapes de seu carro, começando com uma série de lançamentos de seu primeiro projeto, The Plain Shmear Tape, em 2003, e depois com a série Gamblin' on the White Boy, em quatro partes, de 2004 a 2011. Sua colaboração de 2010, “Pop Another Pill”, com o rapper de Memphis Lil Wyte, alcançou mais de 6,3 milhões de visualizações no YouTube. Essa música levou ao álbum Year Round do grupo de hip-hop SNO, do qual Jelly Roll fazia parte. Nos anos seguintes, Jelly Roll lançou várias mixtapes e álbuns solo independentes, incluindo colaborações com Lil Wyte, Struggle Jennings, Haystak e Tech N9ne. A mixtape de 2013 de Jelly Roll, Whiskey, Weed, & Women, foi originalmente chamada de Whiskey, Weed, & Waffle House, mas foi alterada depois que a Waffle House ameaçou entrar com uma ação legal pelo uso de seu nome e logotipo na capa. A capa substituta apresentava um selo “cease and desist” no lugar do logotipo do restaurante.
Jelly Roll fez sua estreia no Grand Ole Opry em 9 de novembro de 2021. Em 7 de julho de 2022, ele foi convidado por seu colega cantor de música country Craig Morgan para se juntar a ele no palco e apresentar “Almost Home”. Em 9 de maio de 2022, Jelly Roll alcançou seu primeiro número um nas rádios de rock com a faixa “Dead Man Walking”. Em janeiro de 2023, Jelly Roll conseguiu sua primeira música número um nas rádios country com seu primeiro single country, “Son of a Sinner”, escrito por ele mesmo, Ernest e David Ray Stevens. A faixa foi o segundo single de seu oitavo álbum de estúdio, Ballads of the Broken, e também alcançou o número 8 na parada Billboard Hot Rock & Alternative Songs. Em fevereiro de 2023, ele fez história com uma 25ª semana recorde em primeiro lugar na parada de artistas emergentes da Billboard. Jelly Roll lotou a Bridgestone Arena, em Nashville, em 9 de dezembro de 2022, para 15.000 fãs, e teve a companhia de Chris Young, Sam Hunt, Riley Green, Shinedown, Ernest, Struggle Jennings, Tech N9ne e Krizz Kaliko. No verão de 2023, ele completou a turnê “Backroad Baptism Tour” em 44 cidades. No CMT Music Awards de 2023, Jelly Roll ganhou os prêmios de Vídeo Masculino do Ano, Vídeo Revelação Masculino do Ano e Performance Digital-Primeira do Ano, todos pela música “Son of a Sinner”. Jelly Roll lançou seu nono álbum de estúdio, Whitsitt Chapel, com o single “Need a Favor”, em 2 de junho de 2023. Em novembro de 2023, Jelly Roll ganhou o prêmio de Novo Artista do Ano no 57º Annual Country Music Association Awards. Em janeiro de 2024, Jelly Roll testemunhou perante o Congresso dos Estados Unidos, em apoio à legislação antifentanil.
Em abril de 2024, Jelly Roll foi processado pela banda de casamento Jellyroll, da Pensilvânia, por violação de marca registrada. O caso foi posteriormente resolvido fora do tribunal. Em julho de 2024, Jelly Roll participou do décimo segundo álbum de Eminem, The Death of Slim Shady (Coup de Grâce), na faixa “Somebody Save Me”, que sampleou sua música “Save Me”. Ele apareceu em seu videoclipe lançado no mês seguinte. Em 8 de julho, Jelly Roll fez sua primeira apresentação internacional no Meridian Centre em St. Catharines, Ontário. Em 23 de agosto de 2024, Jelly Roll anunciou seu décimo álbum de estúdio, Beautifully Broken. Ele foi lançado em 11 de outubro de 2024.
Jelly Roll fez sua estreia na televisão na série dramática Tulsa King, com Sylvester Stallone, fazendo uma versão de “I Am Not Okay”.
Em setembro de 2024, Jelly Roll foi o primeiro convidado musical da 50ª temporada do Saturday Night Live, apresentando “Liar” e “Winning Streak”. Jelly Roll também apareceu no SNL50: The Homecoming Concert com o apoio do The Roots, apresentando um medley de Johnny Cash composto por “I Walk the Line”, “Folsom Prison Blues” e “Ring of Fire” e se juntando a Snoop Dogg para “Last Dance with Mary Jane”.
Em novembro de 2024, Jelly Roll lançou a música “Run It”, da trilha sonora do filme Sonic 3. Em 3 de dezembro de 2024, foi lançado um videoclipe para a música, com clipes do filme e imagens originais no estilo da sequência dos créditos finais.
Ele colaborou com Brandon Lake em uma versão do single de Lake, “Hard Fought Hallelujah”, que foi lançado em 2025.

## Vida pessoal
Jelly Roll é casado com sua esposa Alyssa DeFord, conhecida como “Bunnie XO”, desde 2016. O casal renovou seus votos de casamento em 2023. Ele tem dois filhos.
O cantor retornou à sua fé cristã quando tinha 39 anos e sua filha, que tinha 14 anos na época, expressou interesse em ser batizada. “Eu deveria ir ver a que tipo de culto ela está indo”, ele se lembra de ter pensado, "porque era mais ou menos assim que eu via a igreja naquela época. Depois fui lá e me lembrei da genuinidade que pode haver naquelas paredes também. Lembrei-me da humanidade, da compaixão, do perdão, do amor e da comunidade, mais do que qualquer outra coisa, ao vê-la e a todos os seus amigos lá". Em 2025, ele disse: “Talvez eu use meu estilo de vida um pouco diferente do de outras pessoas, talvez eu diga coisas que outros cristãos não acham certo dizer, mas, em última análise, tenho um coração para Deus e um coração para Jesus”.
Em 2024, DeFord testemunhou perante o Comitê de Assuntos Bancários, Habitacionais e Urbanos do Senado dos Estados Unidos em apoio à Lei de Erradicação do Fentanil e Dissuasão de Narcóticos (FEND) Off Fentanyl Act do Senador Tim Scott.

## Discografia
Álbuns de estúdio
- The Big Sal Story (2012)
- Sobriety Sucks (2016)
- Addiction Kills (2017)
- Goodnight Nashville (2018)
- Whiskey Sessions II (2019)
- A Beautiful Disaster (2020)
- Self Medicated (2020)
- Ballads of the Broken (2021)
- Whitsitt Chapel (2023)
- Beautifully Broken (2024)

Álbuns colaborativos
- Year Round (with Lil Wyte and BPZ) (2011)
- Strictly Business (with Haystak) (2011)
- No Filter (with Lil Wyte) (2013)
- Business as Usual (with Haystak) (2013)
- No Filter 2 (with Lil Wyte) (2016)
- Waylon & Willie (with Struggle Jennings) (2017)
- Waylon & Willie II (with Struggle Jennings) (2018)
- Waylon & Willie III (with Struggle Jennings) (2018)
- Waylon & Willie IV (with Struggle Jennings) (2020)

## Prêmios e indicações
| Ano  | Prêmio                           | Categoria                                 | Trabalho                               | Resultado | Ref.   |
| ---- | -------------------------------- | ----------------------------------------- | -------------------------------------- | --------- | ------ |
| 2023 | Country Music Association Awards | Male Vocalist of the Year                 | Ele mesmo                              | Indicado  | [ 35 ] |
| 2023 | Country Music Association Awards | New Artist of the Year                    | Ele mesmo                              | Venceu    | [ 35 ] |
| 2023 | Country Music Association Awards | Single of the Year                        | "Need a Favor"                         | Indicado  | [ 35 ] |
| 2023 | Country Music Association Awards | Music Video of the Year                   | "Need a Favor"                         | Indicado  | [ 35 ] |
| 2023 | Country Music Association Awards | Musical Event of the Year                 | "Save Me" (with Lainey Wilson)         | Indicado  | [ 35 ] |
| 2023 | CMT Music Awards                 | Male Video of the Year                    | "Son of a Sinner"                      | Venceu    | [ 36 ] |
| 2023 | CMT Music Awards                 | Male Breakthrough Video of the Year       | "Son of a Sinner"                      | Venceu    | [ 36 ] |
| 2023 | CMT Music Awards                 | CMT Digital-First Performance of the Year | "Son of a Sinner"                      | Venceu    | [ 36 ] |
| 2024 | Grammy Awards                    | Best New Artist                           | Ele mesmo                              | Indicado  | [ 37 ] |
| 2024 | Grammy Awards                    | Best Country Duo/Group Performance        | "Save Me" (with Lainey Wilson)         | Indicado  | [ 37 ] |
| 2024 | iHeartRadio Music Awards         | Artist of the Year                        | Ele mesmo                              | Indicado  | [ 38 ] |
| 2024 | iHeartRadio Music Awards         | Best New Pop Artist                       | Ele mesmo                              | Venceu    | [ 38 ] |
| 2024 | iHeartRadio Music Awards         | Best Alternative Rock Artist              | Ele mesmo                              | Indicado  | [ 38 ] |
| 2024 | iHeartRadio Music Awards         | Best New Alternative Rock Artist          | Ele mesmo                              | Indicado  | [ 38 ] |
| 2024 | iHeartRadio Music Awards         | Country Artist of the Year                | Ele mesmo                              | Indicado  | [ 38 ] |
| 2024 | iHeartRadio Music Awards         | Best New Country Artist                   | Ele mesmo                              | Venceu    | [ 38 ] |
| 2024 | iHeartRadio Music Awards         | Rock Song of the Year                     | "Need a Favor"                         | Indicado  | [ 38 ] |
| 2024 | iHeartRadio Music Awards         | Favorite On Screen (Socially Voted)       | "Save Me"                              | Indicado  | [ 38 ] |
| 2024 | People's Choice Awards           | The Male Country Artist of the Year       | Ele mesmo                              | Venceu    | [ 39 ] |
| 2024 | People's Choice Awards           | The New Artist of the Year                | Ele mesmo                              | Indicado  | [ 39 ] |
| 2024 | People's Choice Country Awards   | The People's Artist of 2024               | Ele mesmo                              | Indicado  | [ 40 ] |
| 2024 | People's Choice Country Awards   | The Male Artist of 2024                   | Ele mesmo                              | Indicado  | [ 40 ] |
| 2024 | People's Choice Country Awards   | The Social Country Star of 2024           | Ele mesmo                              | Indicado  | [ 40 ] |
| 2024 | People's Choice Country Awards   | The Song of 2024                          | "Wild Ones" (with Jessie Murph)        | Indicado  | [ 40 ] |
| 2024 | People's Choice Country Awards   | The Collaboration Song of 2024            | "Chevrolet" (with Dustin Lynch)        | Indicado  | [ 40 ] |
| 2024 | People's Choice Country Awards   | The Crossover Song of 2024                | "Lonely Road" (with Machine Gun Kelly) | Venceu    | [ 40 ] |
| 2024 | People's Choice Country Awards   | The Music Video of 2024                   | "Lonely Road" (with Machine Gun Kelly) | Indicado  | [ 40 ] |
| 2024 | MTV Video Music Awards           | Best Collaboration                        | "Wild Ones" (with Jessie Murph)        | Indicado  | [ 41 ] |
| 2024 | MTV Video Music Awards           | Video for Good                            | "Best for Me" (with Joyner Lucas)      | Indicado  | [ 41 ] |